# Peder Skram

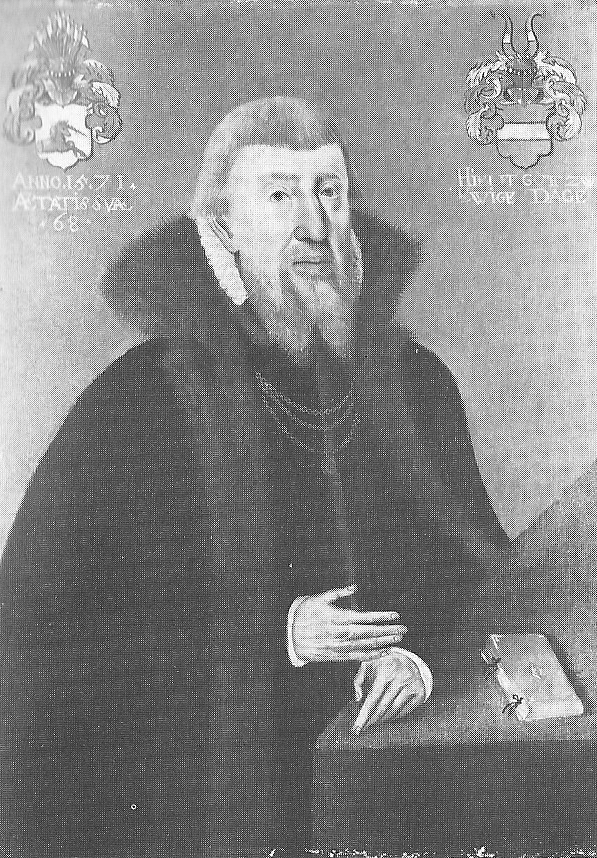
"Dänemarks Waghals" Peder Skram (1571)

Peder Skram (* zwischen 1491 und 1503 in Urup bei Horsens; † 11. Juli 1581 ebenda) war ein dänischer Admiral und Seeheld des 16. Jahrhunderts.

## Leben und Wirken
Peder Skram wurde auf dem Gut seiner Familie in Jütland geboren. Er war als Soldat 1518 in den Diensten von König Christian II. von Dänemark im Krieg gegen die Schweden erstmals im Einsatz und nahm 1520 an der Schlacht von Uppsala teil, bei der er bereits mit einem Gut in Norwegen für seine Verdienste auf dänischer Seite ausgezeichnet wurde.
Während der Grafenfehde erlangte er als Admiral der Dänischen Flotte den Ruf eines Nationalhelden. Er kam im Auftrage Dänemarks den Schweden unter Gustav I. Wasa, der sich mit König Christian III. von Dänemark verbündet hatte, gegen die Flotte der wendischen Städte der Hanse unter Führung Lübecks zur Hilfe. Die Lübecker hatten sich als Verbündete von König Christian II. gegen Wasa gewandt, weil dieser die Lübecker als seine ursprünglichen Verbündeten in ihrer Erwartung auf schwedische Handelsprivilegien enttäuscht hatte. Peder Skram besiegte zunächst am 9. Juni 1535 mit einer aus 33 Schiffen bestehenden Flotte einen kleinen Hansischen Flottenverband bei der Insel Bornholm und anschließend den Großteil der Lübecker Flotte bei der Schlacht von Svendborg im Svendborg Sund vor Fünen. Diese Seeschlacht war die eigentliche Entscheidungsschlacht der noch länger andauernden Grafenfehde, mit der Christian III. den Sieg über die Hanse unter Lübecker Führung errang.
Von 1556 bis 1559 war Peder Skram als Holmadmiral Oberinspekteur der dänischen Flotte und der Kriegswerften. Im Dreikronenkrieg wurde Peder Skram durch König Friedrich II. von Dänemark noch einmal als Admiral und Oberkommandierender der Flotte reaktiviert. 1562 traf er bei Gotland auf die überlegene Flotte der Schweden unter deren Admiral Jakob Bagge. Zum Ende des Jahres wurde Skram allerdings durch den Admiral Herluf Trolle abgelöst.

## Rezeption
Die dänische Marine hat bisher zwei Schiffe nach Peder Skram benannt:
- Das Küstenpanzerschiff Peder Skram
- Die Fregatte Peder Skram